# Mors tua vita mea
Termenul Latin Mors viața mea, de origine medievală, înseamnă moartea ta, viața mea (sau: moartea ta este viața mea).
Dincolo de tonul dramatic al sensului literal, această expresie este folosită atunci când într-o competiție, sau într-o încercare de a ajunge la un obiectiv, poate fi doar un singur câștigător: indică faptul că eșecul unuia constituie o condiție prealabilă pentru succesul altuia.
Această expresie este frecvent utilizată pentru a descrie în mod eficient comportamentul unor personaje oportuniste.

## Vezi și
- Locuțiuni în limba latină